# Schleicher K 9
Die K 9 war ein Segelflugzeug des Flugzeugbauers Rudolf Kaiser. Eine erste Übersichtskonstruktionszeichnung stammt aus dem Jahr 1959. Ziel war ein einfaches und günstiges Segelflugzeug für Amateurbauer.
Die K 9 war ein privates Projekt von Rudolf Kaiser und wurde, ebenso wie Kaisers Kleinsegler Ka 1 und Ka 3, nicht bei Schleicher gebaut.

## Konstruktion
Die K 9 war der K 8 ähnlich, hatte jedoch eine deutlich geringere Spannweite von nur 12 m und eine sehr geringe Leermasse. Das Flugzeug war in Gemischtbauweise konstruiert, das heißt, der Rumpf wurde als bespannte Gitterrohr-Konstruktion ausgeführt, die Flächen bestanden aus Holz.

## Technische Daten
| Kenngröße             | Daten               |
| --------------------- | ------------------- |
| Besatzung             | 1                   |
| Länge                 | 6,42 m              |
| Spannweite            | 12 m                |
| Flügelfläche          | 12 m²               |
| Flügelstreckung       | 12                  |
| Gleitzahl             | 20 bei 70 km/h      |
| Geringstes Sinken     | 0,8 m/s bei 67 km/h |
| Leermasse             | 136 kg              |
| Startmasse            | 240 kg              |
| Höchstgeschwindigkeit | 160 km/h            |